# 宋官窑青釉暗龙纹洗
宋官窑青釉暗龙纹洗是南宋郊坛官窑制作的一件高5.6厘米，口径19.5厘米，足径12.3厘米的瓷器。

## 器物特点

### 造型
该器皿有垂直的、略微外翻的壁，平底，宽浅的圈足。通体灰青色釉，釉面厚重如玉，表面布满了自然的、纵横交错的开片。洗口部嵌有铜口，圈足露胎呈褐色，“紫口铁足”的特征凸显。洗的内底印有一条苍龙，龙身健壮勇猛，笔触细腻，但由于釉面太厚，只有在高光下才能看到，这更增加了 "神龙见首不见尾"的神秘感。该器物釉色纯正，造型简洁大方，是典型的官窑作品，并且这种带龙纹的水洗非常罕见。

### 特点
官窑青瓷的烧制追求的是一种玉石般的感觉，先低温素烧坯，然后上三到四层釉，釉层厚如堆脂，再经过高温烧制，形成薄胎厚釉青瓷，釉面光亮如美玉，釉面上露出纵横交错的开片纹，有一种说不尽的神秘感。由于青瓷胎的含铁量高达3.5%至5%，器物口部周围的薄釉露出灰紫色，圈足底部刮釉后露出深褐色或深灰色的胎，形成 "紫口铁足"。这也是官窑器物的一个明显特征。